# Championnats d'Europe d'athlétisme 1938
Navigation

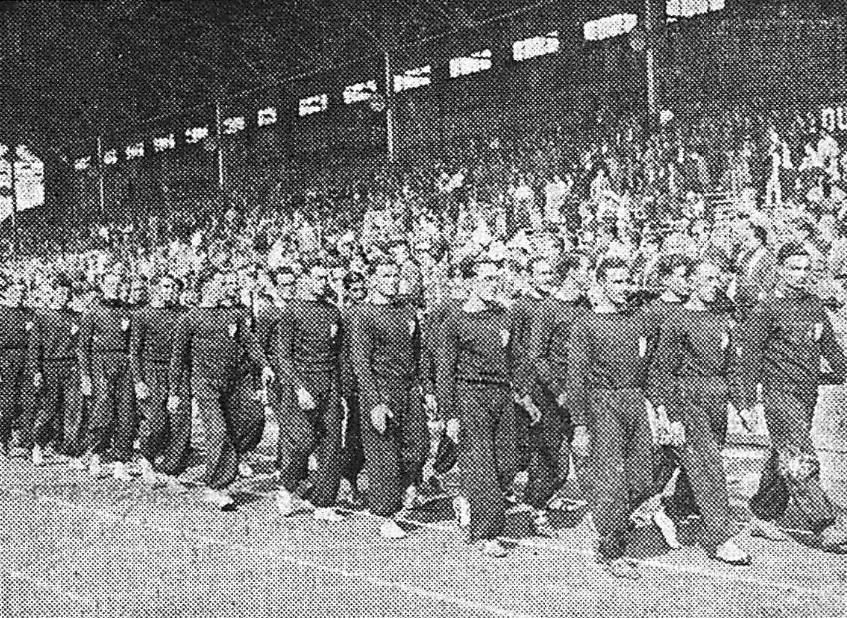
Le défilé de la délégation française masculine à Colombes.

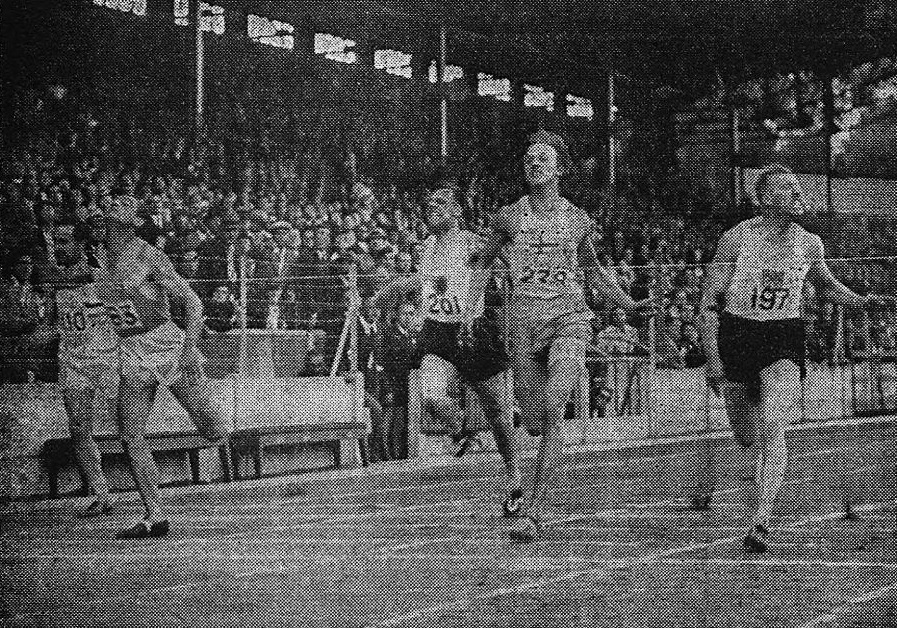
La finale du 100 mètres.

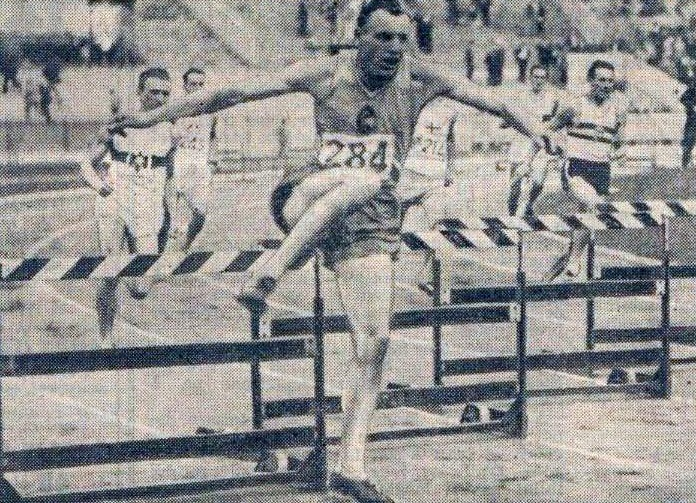
Prudent Joye, champion d'Europe du 400 mètres haies.

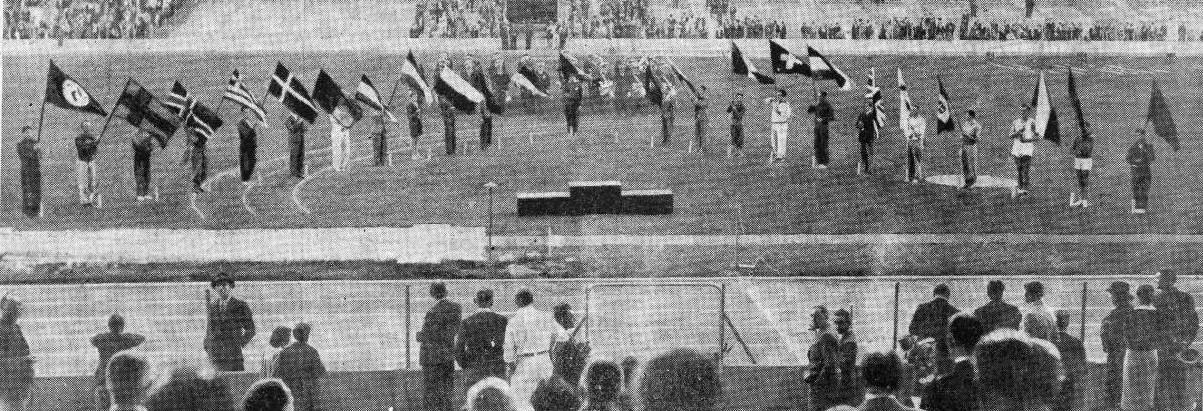
La cérémonie de clôture à Colombes.

Les 2e Championnats d'Europe d'athlétisme se sont déroulés à deux emplacements, du 3 au 5 septembre 1938 : à Paris en France pour les hommes (au stade de Colombes) et du 17 au 18 septembre 1938 à Vienne en Autriche (à l'époque l'Autriche faisait partie du Reich allemand) pour les femmes.
Les faits marquants de ces championnats furent le record du monde du 80 m haies de Claudia Testoni et le record d'Europe du 110 m haies de Donald Finlay.

## Résultats

### Hommes
| Épreuves          | Or                                                                                       | Argent                                                                            | Bronze                                                                                         |
| ----------------- | ---------------------------------------------------------------------------------------- | --------------------------------------------------------------------------------- | ---------------------------------------------------------------------------------------------- |
| 100 m             | Martinus Osendarp (NED) 10 s 5 (RC)                                                      | Orazio Mariani (ITA) 10 s 6                                                       | Lennart Strandberg (SWE) 10 s 6                                                                |
| 200 m             | Martinus Osendarp (NED) 21 s 2 (RC)                                                      | Jakob Scheuring (GER) 21 s 6                                                      | Alan Pennington (GBR) 21 s 6                                                                   |
| 400 m             | Godfrey Brown (GBR) 47 s 4 (RC)                                                          | Karl Baumgarten (NED) 48 s 2                                                      | Erich Linnhoff (GER) 48 s 8                                                                    |
| 800 m             | Rudolf Harbig (GER) 1 min 50 s 6 (RC)                                                    | Jacques Lévèque (FRA) 1 min 51 s 8                                                | Mario Lanzi (ITA) 1 min 52 s 0                                                                 |
| 1 500 m           | Sydney Wooderson (GBR) 3 min 53 s 6 (RC)                                                 | Joseph Mostert (BEL) 3 min 54 s 5                                                 | Luigi Beccali (ITA) 3 min 55 s 2                                                               |
| 5 000 m           | Taisto Mäki (FIN) 14 min 26 s 8 (RC)                                                     | Henry Jonsson (SWE) 14 min 27 s 4                                                 | Kauko Pekuri (FIN) 14 min 29 s 2                                                               |
| 10 000 m          | Ilmari Salminen (FIN) 30 min 52 s 4 (RC)                                                 | Giuseppe Beviacqua (ITA) 30 min 53 s 2                                            | Max Syring (GER) 30 min 57 s 8                                                                 |
| Marathon          | Väinö Muinonen (FIN) 2 h 37 min 28 s s                                                   | Squire Yarrow (GBR) 2 h 39 min 3 s s                                              | Henry Palmé (SWE) 2 h 42 min 13 s s                                                            |
| 110 m haies       | Donald Finlay (GBR) 14 s 3 (RE)                                                          | Håkan Lidman (SWE) 14 s 5                                                         | Jan-Reindert Brasser (NED) 14 s 8                                                              |
| 400 m haies       | Prudent Joye (FRA) 53 s 1 (RC)                                                           | József Kovács (HUN) 53 s 3                                                        | Kell Areskoug (SWE) 53 s 6                                                                     |
| 3 000 m steeple   | Lars Larsson (SWE) 9 min 16 s 2                                                          | Ludwig Kaindl (GER) 9 min 19 s 2                                                  | Alf Lindblad (FIN) 9 min 21 s 4                                                                |
| 50 km marche      | Harold Whitlock (GBR) 4 h 41 min 51 s s                                                  | Herbert Dill (GER) 4 h 43 min 54 s s                                              | Edgar Bruun (NOR) 4 h 44 min 35 s s                                                            |
| 4 × 100 m         | Allemagne Manfred Kersch Gerd Hornberger Karl Neckermann Jakob Scheuring 40 s 9 (RC)     | Suède Gösta Klemming Åke Stenqvist Lennart Lindgren Lennart Strandberg 41 s 1     | Royaume-Uni Maurice Scarr Godfrey Brown Arthur Sweeney Ernest Page 41 s 2                      |
| 4 × 400 m         | Allemagne Hermann Blacejezak Manfred Bues Erich Linnhoff Rudolf Harbig 3 min 13 s 7 (RC) | Royaume-Uni John Barnes Alfred Baldwin Alan Pennington Godfrey Brown 3 min 14 s 9 | Suède Lars Nilsson Carl Hendrik Gustafsson Börje Thomasson Bertil von Wachenfeldt 3 min 17 s 3 |
| Saut en longueur  | Wilhelm Leichum (GER) 7,65 m (RC)                                                        | Arturo Maffei (ITA) 7,61 m                                                        | Luz Long (GER) 7,56 m                                                                          |
| Triple saut       | Onni Rajasaari (FIN) 15,32 m (RC)                                                        | Jouko Norén (FIN) 14,95 m                                                         | Karl Kotratschek (GER) 14,73 m                                                                 |
| Saut en hauteur   | Kurt Lundqvist (SWE) 1,97 m                                                              | Kalevi Kotkas (FIN) 1,94 m                                                        | Lauri Kalima (FIN) 1,94 m                                                                      |
| Saut à la perche  | Karl Sutter (GER) 4,05 m (RC)                                                            | Bo Ljungberg (SWE) 4,00 m                                                         | Pierre Ramadier (FRA) 4,00 m                                                                   |
| Lancer du poids   | Aleksander Kreek (EST) 15,83 m (RC)                                                      | Gerhard Stöck (GER) 15,59 m                                                       | Hans Woellke (GER) 15,52 m                                                                     |
| Lancer du disque  | Wilhelm Schröder (GER) 49,70 m                                                           | Giorgio Oberweger (ITA) 49,48 m                                                   | Gunnar Bergh (SWE) 48,72 m                                                                     |
| Lancer du marteau | Karl Hein (GER) 58,77 m (RC)                                                             | Erwin Blask (GER) 57,34 m                                                         | Oscar Malmbrandt (SWE) 51,23 m                                                                 |
| Lancer du javelot | Matti Järvinen (FIN) 76,87 m (RC)                                                        | Yrjö Nikkanen (FIN) 75,00 m                                                       | József Várszegi (HUN) 72,78 m                                                                  |
| Décathlon         | Olle Bexell (SWE) 7214 pts (RC)                                                          | Witold Gerutto (POL) 7006 pts                                                     | Josef Neumann (SUI) 6664 pts                                                                   |

### Femmes
| Épreuves          | Or                                                                | Argent                                                                                       | Bronze                                                                      |
| ----------------- | ----------------------------------------------------------------- | -------------------------------------------------------------------------------------------- | --------------------------------------------------------------------------- |
| 100 m             | Stanislawa Walasiewicz (POL) 11 s 9                               | Käthe Krauss (GER) 12 s 0                                                                    | Fanny Blankers-Koen (NED) 12 s 0                                            |
| 200 m             | Stanislawa Walasiewicz (POL) 23 s 8                               | Käthe Krauss (GER) 24 s 4                                                                    | Fanny Blankers-Koen (NED) 24 s 9                                            |
| 80 m haies        | Claudia Testoni (ITA) 11 s 6 (RM)                                 | Lisa Gelius (GER) 11 s 7                                                                     | Kitty ter Braake (NED) 11 s 8                                               |
| 4 × 100 m         | Allemagne Josefine Kohl Käthe Krauss Emmy Albus Ida Kühnel 46 s 8 | Pologne Jadwiga Gawronska Barbara Ksiazkiewicz Otylia Kaluzowa Stanisława Walasiewicz 48 s 3 | Italie Maria Alfero Maria Apollonio Rosetta Cattaneo Italia Lucchini 49 s 4 |
| Saut en longueur  | Irmgard Praetz (GER) 5,88 m                                       | Stanislawa Walasiewicz (POL) 5,81 m                                                          | Gisela Voss (GER) 5,47 m                                                    |
| Saut en hauteur   | Ibolya Csak (HUN) 1,64 m                                          | Nelly van Balen Blanken (NED) 1,64 m                                                         | Feodora zu Solms (GER) 1,64 m                                               |
| Lancer du poids   | Hermine Schröder (GER) 13,29 m                                    | Gisela Mauermayer (GER) 13,27 m                                                              | Wanda Flakowicz (POL) 12,55 m                                               |
| Lancer du disque  | Gisela Mauermayer (GER) 44,80 m                                   | Hilde Sommer (GER) 40,95 m                                                                   | Paula Mollenhauer (GER) 39,81 m                                             |
| Lancer du javelot | Lisa Gelius (GER) 45,58 m                                         | Susanne Pastoors (GER) 44,14 m                                                               | Luise Krüger (GER) 42,49 m                                                  |

## Tableau des médailles
| Rang | Nation         | Or | Argent | Bronze | Total |
| ---- | -------------- | -- | ------ | ------ | ----- |
| 1    | Reich allemand | 12 | 11     | 9      | 32    |
| 2    | Finlande       | 5  | 3      | 3      | 11    |
| 3    | Royaume-Uni    | 4  | 2      | 2      | 8     |
| 4    | Suède          | 3  | 4      | 6      | 13    |
| 5    | Pologne        | 2  | 3      | 1      | 6     |
| 6    | Pays-Bas       | 2  | 2      | 4      | 8     |
| 7    | Italie         | 1  | 4      | 3      | 8     |
| 8    | Hongrie        | 1  | 1      | 1      | 3     |
| 8    | France         | 1  | 1      | 1      | 3     |
| 10   | Estonie        | 1  | 0      | 0      | 1     |
| 11   | Belgique       | 0  | 1      | 0      | 1     |
| 12   | Suisse         | 0  | 0      | 1      | 1     |
| 12   | Norvège        | 0  | 0      | 1      | 1     |

## Légende
- RE : record d'Europe
- RC : record des Championnats
- RN : record national
- disq. : disqualification
- ab. : abandon